# Erhardt Schübel
Erhardt Schübel (* 15. August 1901 in Goldlauter; † 5. April 1945 in Tiefurt) war ein deutscher kommunistischer Widerstandskämpfer gegen das NS-Regime.

## Leben
Er kam als das dritte von vier Kindern in der Familie eines Porzellandrehers und seiner Frau zur Welt. Als er zehn Jahre alt war, verstarb der Vater, mit 14 Jahren hatte er keine Mutter mehr. So wurden die Kinder in fremden Familien großgezogen. Nach dem Besuch der Volksschule nahm er eine Lehre zum Maschinenbauer auf, die er wegen des wirtschaftlichen Niedergangs nicht abschließen konnte. Wenn er nicht arbeitslos war, fand er eine Beschäftigung als Dreher oder Werkzeugmacher. Mit der beginnenden Kriegsvorbereitung fand er 1935 eine Arbeit bei der Firma Friedrich Wilhelm Heym in Suhl. 1940 holte er seine Gesellenprüfung nach und legte 1941 seine Meisterprüfung ab.
1922 trat er in die Kommunistische Partei Deutschlands (KPD) ein, mit deren Mandat er 1927 in den Gemeinderat von Heinrichs gewählt wurde. Zugleich wurde er Kassenprüfer der Gemeindeverwaltung und Mitglied des Schulrates. Auch in der Konsumgenossenschaft war er aktiv. Im Imkerverein wirkte er als leidenschaftlicher Bienenzüchter. Zur Konsumgenossenschaft gehörten zahlreiche Handels- und Versorgungseinrichtungen, deren Funktionieren große Aufmerksamkeit erforderte. Die darin befindliche Verwaltung, Lehrausbildung, Bäckerei und die Konsumgaststätte „Heuboden“ waren zugleich Treffpunkte und Orte der antifaschistischen Kommunikation. Als die Hitler-Wehrmacht 1941 die Sowjetunion überfiel äußerte er gegenüber Sohn Hans: „Nun hat Hitler den Krieg schon verloren.“ Am 3. September 1943 wurden zahlreiche Suhler Antifaschisten in das Landesgefängnis Ichtershausen eingeliefert, darunter auch Schübel. Zwei Monate lang musste er mit stählernen Handschellen gefesselt zubringen, die nachts in die Handgelenke einschnitten. Danach wurde er in das Zuchthaus Greiz überstellt, wo er an Tuberkulose erkrankte. Es folgte drei Monate lang ein Aufenthalt im Gefängniskrankenhaus von Stadtroda. Schließlich wurde er auf die Festung Hohenasperg verbracht. Dann wurde er irrtümlich nach einem Ort gleichen Namens nach Schlesien transportiert, statt in das thüringische Rudolstadt, wo der Gerichtsprozess vor dem Volksgerichtshof stattfand. Als er endlich dort eintraf, war er bereits am 28. März 1945 zum Tode verurteilt. Das Gerichtspersonal bestand aus SA-Obergruppenführer Kurt Günther, Kammergerichtsrat Dr. Paul Reimers, Landgerichtsrat Karl Welp und Volksgerichtsrat Dr. Johannes Köhler.
Die Schlussetappe seines Lebens war Schübels Verschleppung nach dem Webicht, einem Waldstück zwischen Weimar und Tiefurt, wo in der Nacht zum 5. April 149 Häftlinge – auch nicht verurteilte – von einem SS-Erschießungskommando hingerichtet wurden, darunter Erhardt Schübel, Guido Heym und Robert Gladitz. Zum Mordkommando gehörten Kriminalsekretär Martin Berthold, Kriminalkommissar und SS-Unterscharführer Adolf Fechter, Kriminalsekretär und SS-Obersturmbannführer und Kommandeur des Sicherheitsdienstes Hans Helmut Wolff.
Seit 1922 war Schübel verheiratet mit Marie geborene Rußwurm aus Heinrichs und hatte mit ihr den Sohn Hans.

## Erinnerung
- In einer Grab- und Gedenkstätte mit einer Statue auf dem Friedhof Heinrichs sind an deren Fuß die Namen von Gottlieb Hess, Erhardt Schübel und Ernst König eingemeißelt.[1]

- Im Webicht steht ein Gedenkstein für die Opfer der Mordtat von Weimar.

- Die Schule in Suhl-Neundorf, die heute nicht mehr existiert, trug Schübels Namen. Eine Gedenktafel an der Schule verschwand 1990 spurlos.

- Die Straße, in der Schübels Wohnhaus steht, wurde in Erhard-Schübel-Straße (ohne das t in Erhardt) benannt.

- Stolperstein am Wohnhaus in der Erhard-Schübel-Straße 27, verlegt am 10. März 2024.[2]